# Cerkiew Trzech Hierarchów w Zboju
Cerkiew Trzech Hierarchów w Zboju – drewniana greckokatolicka cerkiew filialna zbudowana w 1766 w miejscowości Zboj, przeniesiona w 1967 do skansenu w Bardejowie-Zdroju.
Rokokowy XVIII wieczny ikonostas z cerkwi ze Zboja to jeden z najpiękniejszych na Słowacji. 

## Historia
Cerkiew postawiono w miejscowości Zboj w słowackich Bieszczadach w 1766. Uszkodzona w czasie II wojny światowej. Po wybudowaniu murowanej świątyni, pierwotny drewniany kościół rozebrano i w 1967 wraz z całym wyposażeniem przeniesiono do skansenu w Bardejowie-Zdroju. W 1993 r. cerkiew została okradziona z ikon. Przeniesiono wtedy ikonostas do Muzeum Szaryskiego w Bardejowie, a w cerkwi zainstalowano jego kopię.

## Architektura i wyposażenie
To budowla drewniana konstrukcji zrębowej, trójdzielna, obecnie nieorientowana. Niewielkie prezbiterium zamknięte trójbocznie, skierowane na południe. Niski babiniec i nawa większe, kwadratowe. Wieża od frontu nadbudowana nad babińcem, zwieńczona podwójnym hełmem stożkowym. Dachy kryte gontem, namiotowe, nad nawą czworoboczny, łamany, a nad prezbiterium ośmioboczny, obydwa zwieńczone wieżyczkami z gontowymi daszkami stożkowymi i kutymi krzyżami. Ściany babińca i nawy obiega wokół okap wsparty na rysiach.

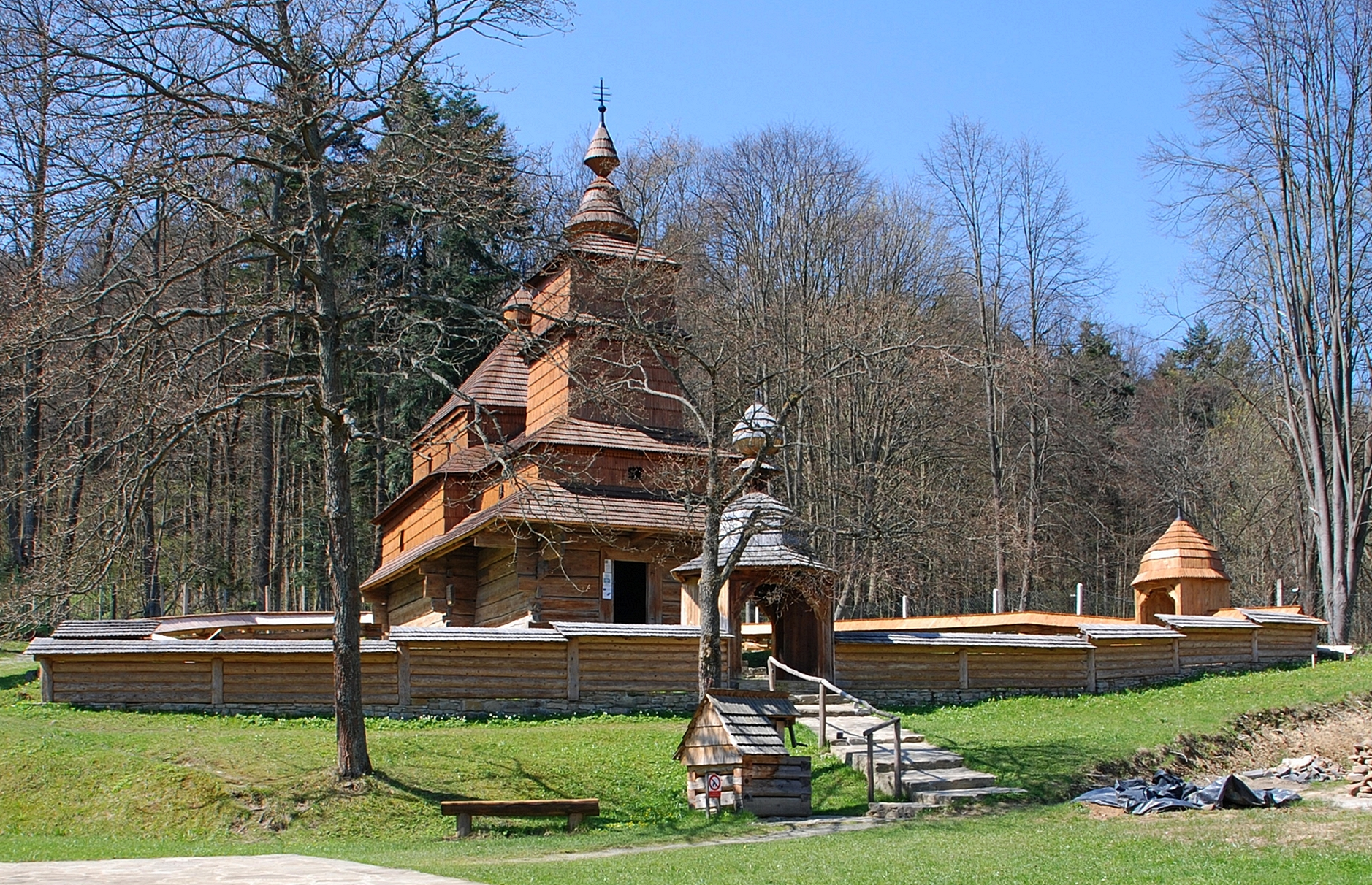
Elewacja frontowa
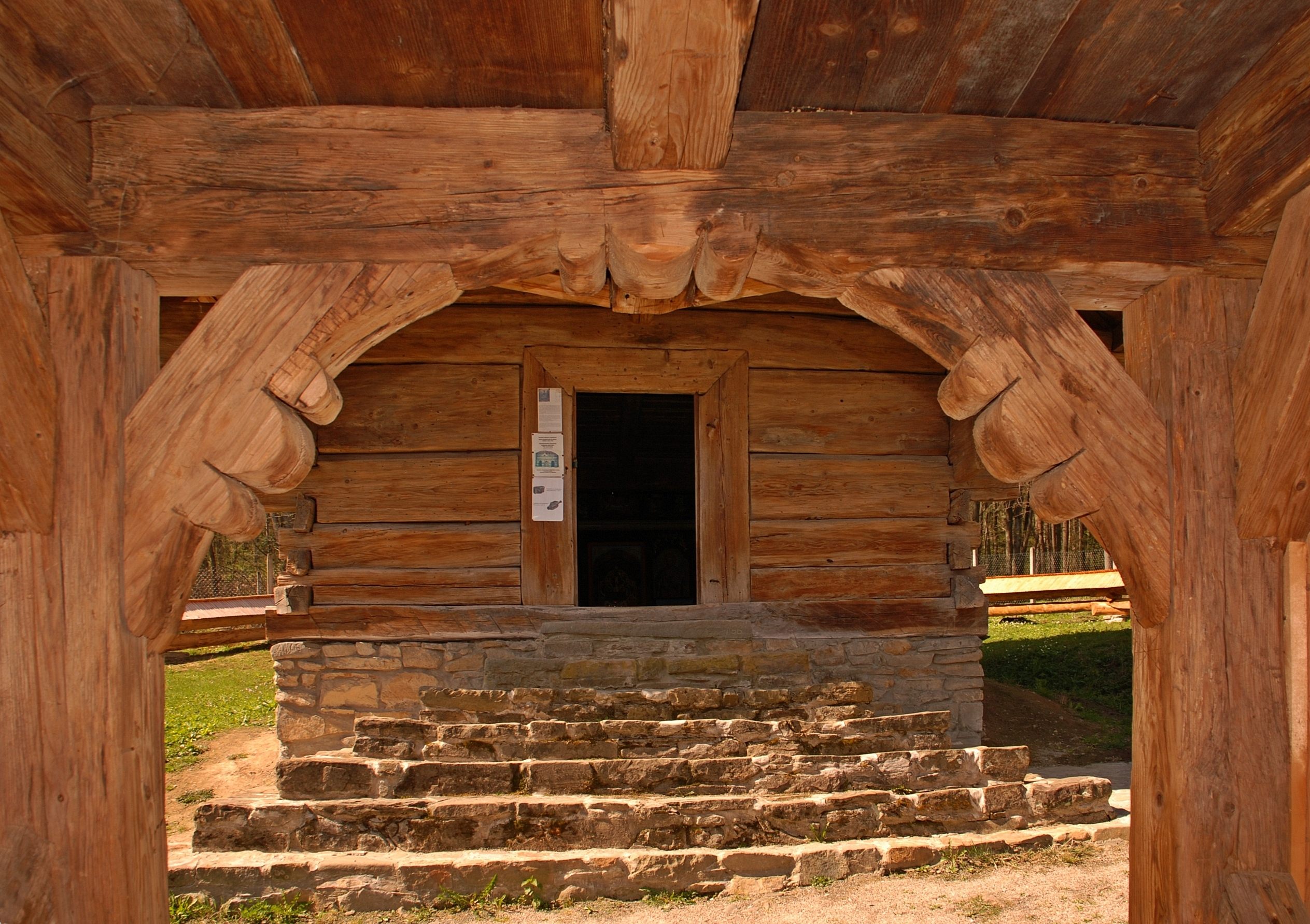
Brama wejściowa
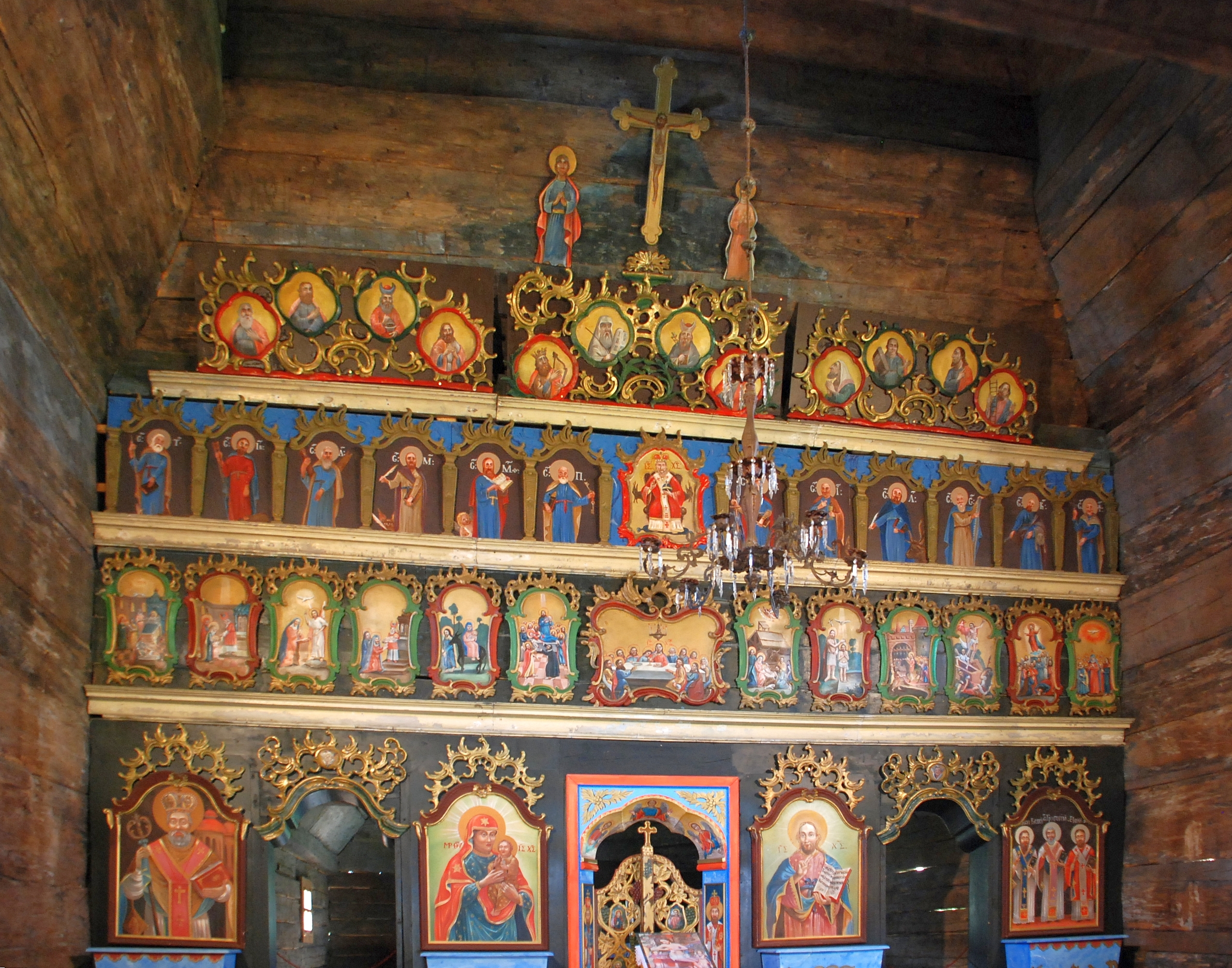
Ikonostas

Wnętrze ciekawe architektonicznie. W nawie i prezbiterium uskokowe kopuły namiotowe. Kopułę nawy wzmacniają dwa ściągi krzyżowe. Na jednym z nich dźwigniowa konstrukcja żyrandola, pozwalająca opuszczać go w dół, celem zapalenia świec. Nad babińcem drugie pomieszczenie, otwarte do nawy. Brak okien w babińcu. W nawie chór muzyczny wsparty jedynie na przedłużonych belkach stropowych babińca. Czterorzędowy ikonostas powstał w 1766. Jego cechą charakterystyczną jest dominacja odcieni błękitu i różu, a także liczne złocone zdobienia, tak zwane rocaille. W pierwszym rzędzie znajdują się dwuskrzydłowe carskie wrota i sześć medalionów z czterema ewangelistami i dwoma Zwiastowania oraz ikona Trzech Hierarchów: Bazylego Wielkiego, Grzegorza Teologa i Jana Złotoustego, patronów świątyni. Na szczycie ołtarza kalwaria z ukrzyżowanym Chrystusem z XVII.
W Muzeum w Bardejowie znajduje się także pochodząca z cerkwi cenna ikona Sąd Ostateczny, malowana na płótnie w latach 1660–80, z przedstawieniem potępionych grzeszników w skład, których wchodzą: Żydzi, Turcy, Tatarzy, Niemcy, kalwini, luteranie, Węgrzy i Lachy (Polacy). 
Natomiast ikona Ukrzyżowania z XVI w. prezentowana jest w Słowackiej Galerii Narodowej w Bratysławie.

## Otoczenie
Cerkiew otoczona ogrodzeniem drewnianym z daszkiem gontowym i bramką, zwieńczoną baniastym hełmem. Bramka jest kopią bramki z Niżanego Orlika z 1736.

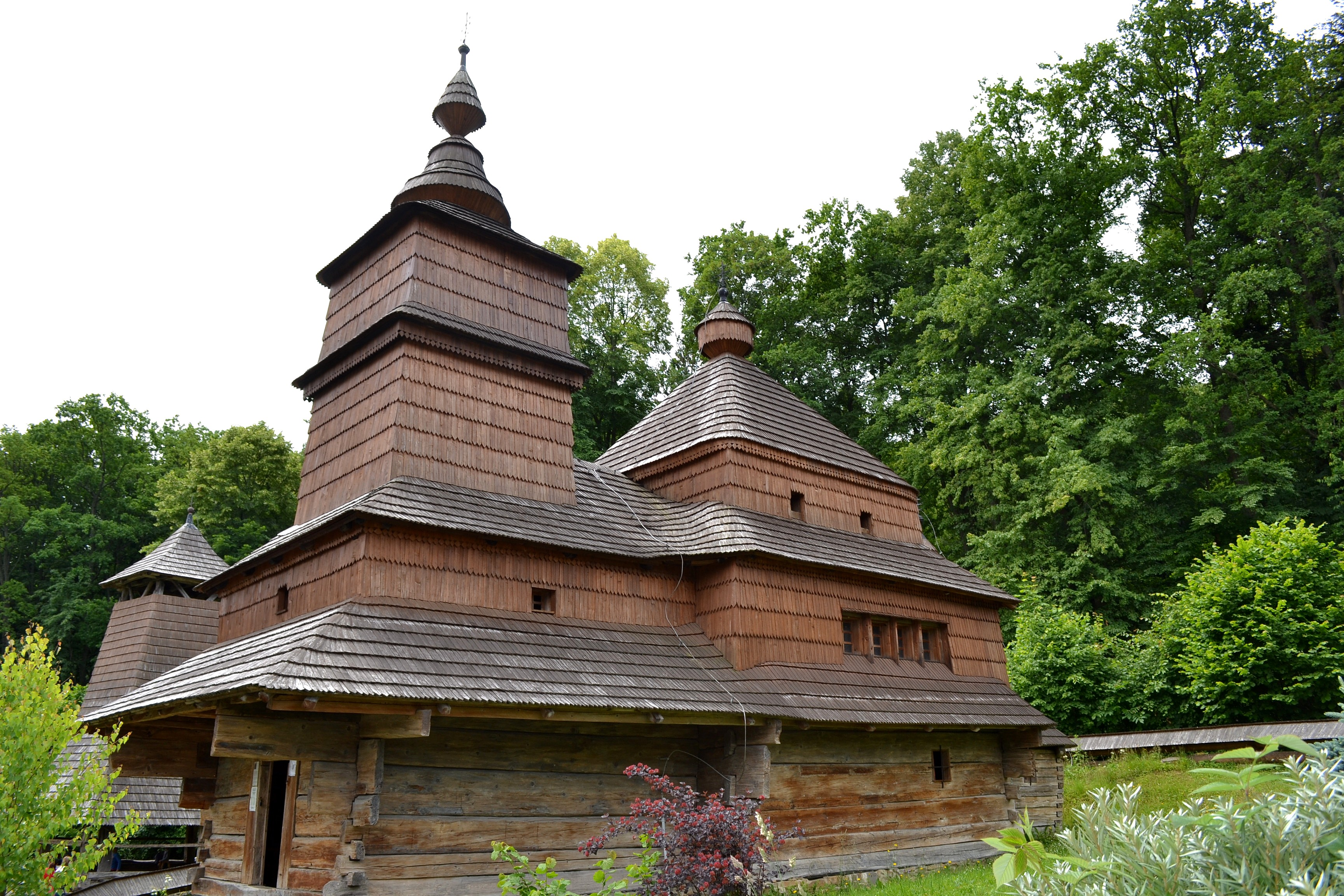
Elewacja zachodnia
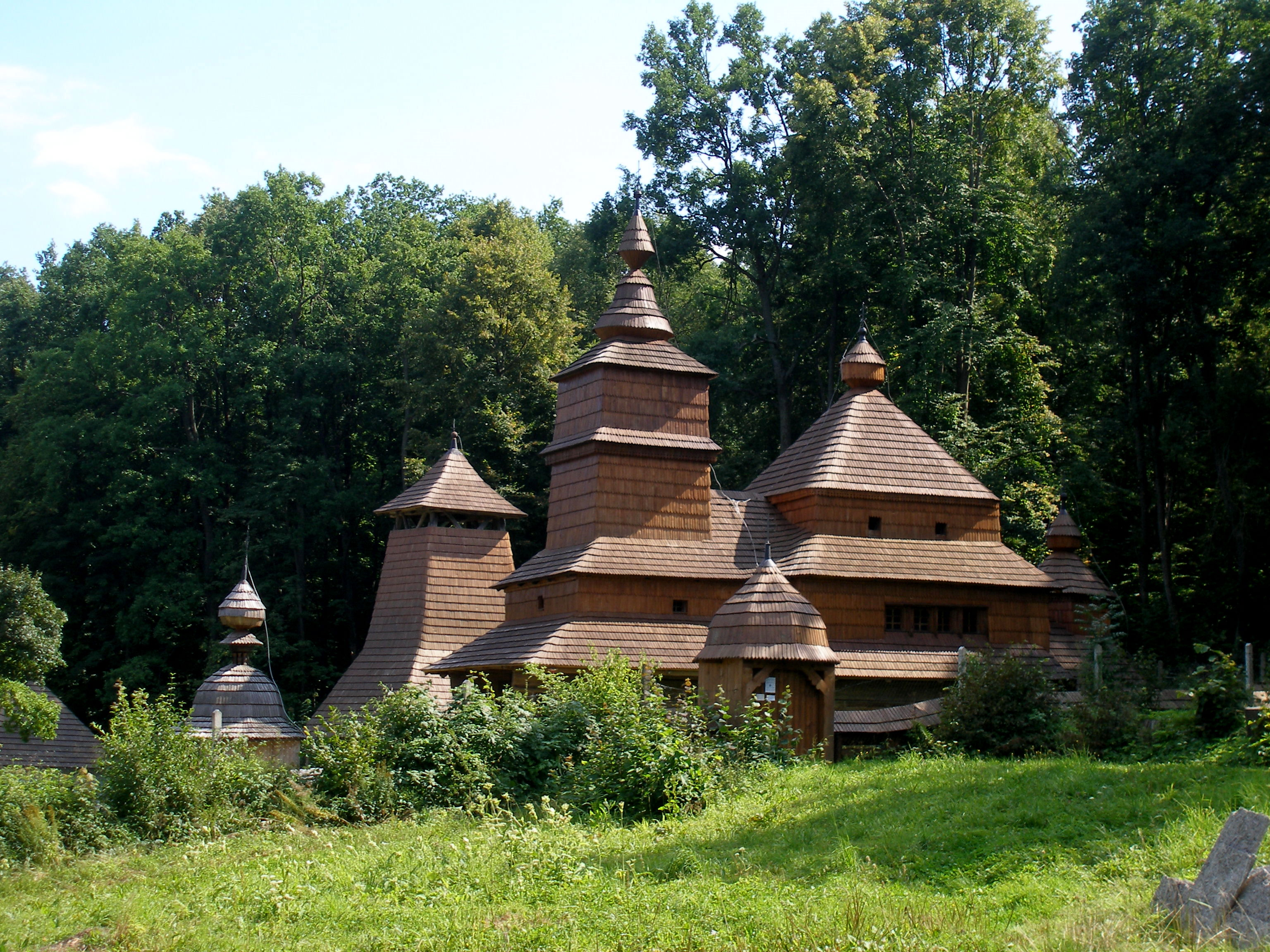
Widok ogólny
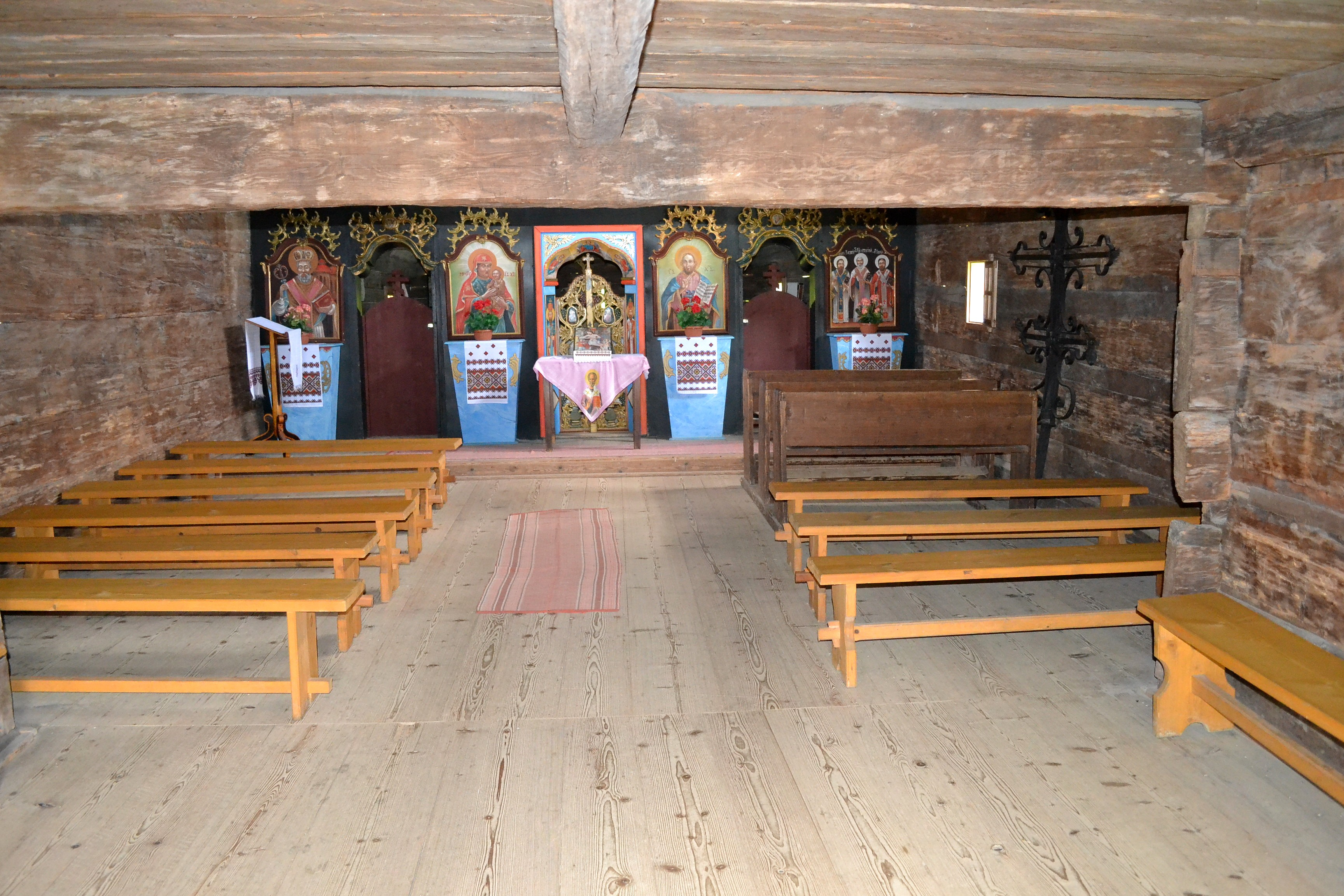
Wnętrze